# Союз правых сил (фракция)
Фракция «Союз правых сил» (СПС), в Государственной Думе России 3-го созыва. Политическая ориентация фракции — правый либерализм, ориентация на Европейский союз, поддержка предпринимателей. В 2002 году партии и движения, составлявшие «Союз правых сил» объединились в одну партию. На выборах 1999 года блок «СПС» набрал более 8 % голосов и прошёл в Государственную думу, на выборах в Госдуму 4-го созыва и 5-го созыва СПС уже не удавалось набрать необходимое количество голосов.
Избирательный блок «Союз правых сил» создан в середине 1999 года, в его состав вошли:
- «Демократический выбор России» Егора Гайдара
- «Общее дело» Ирины Хакамады
- «Новая сила» Сергея Кириенко
- «Россия молодая» Бориса Немцова
- Движение «Демократическая Россия»
- «Голос России» Константина Титова
- Российские налогоплательщики
- Юристы за права и достойную жизнь человека

В апреле 2001 года к ней присоединилось вышедшее из состава фракции «Единство» общественное движение «Поколение свободы».

## Фракция «Союз правых сил» вГосдуме третьего созыва
Выборы 1999 года стали первыми и самыми успешными для «Союза правых сил». Его предвыборную тройку составили Борис Немцов, Ирина Хакамада и Сергей Кириенко. В ходе избирательной кампании использовался лозунг «Путина — в президенты, Кириенко — в думу. Молодых надо!». Партия заявляла о поддержке курса на свободный рынок. СПС пользовался поддержкой либеральных телеканалов, таких, как НТВ и ТВ-6, радиостанции «Эхо Москвы», в итоге «Союз правых сил» набрал 8,52 % голосов и получил 24 места по партийным спискам и ещё 8 в округах. С победой на выборах партию поздравил Владимир Путин, который специально приехал в столичный ресторан «Три пескаря», где руководство СПС (кроме Немцова) отмечало победу.
Председатель фракции: Сергей Кириенко (до 23 мая 2000), Борис Немцов (с 23 мая 2000). Заместители председателя: в разное время Виктор Похмелкин, Ирина Хакамада и Борис Надеждин.
Осенью 1999 часть лидеров блока СПС поддержали начатую премьером Владимиром Путиным вторую чеченскую войну. Анатолий Чубайс назвал её «началом возрождения армии» и публично объявил «предателем» лидера «Яблока» Григория Явлинского, предлагавшего возобновить мирные переговоры с чеченским президентом Масхадовым.
28 декабря 1999 на неформальном собрании фракции решено выдвигать в спикеры Крашенинникова. Лидеры СПС в интервью называли такое выдвижение символическим и заявляли о готовности поддержать кандидатуру Степашина от «Яблока».
В думе СПС вскоре оказался в оппозиции как к правящей консервативной партии «Единство», так и к Коммунистической партии. СПС заключил союз с двумя другими партиями меньшинства: «Яблоко» и «Отечество». Представители этих трёх партий бойкотировали выборы спикера, а кандидат в спикеры от СПС Похмелкин публично снял свою кандидатуру. На президентских выборах СПС больше не поддерживал Путина, и, когда «Отечество» ушло из оппозиции, фракции «Яблока» и СПС остались единственными депутатами с либеральными и демократическими позициями («Яблоко» левее, СПС правее).
В соответствии с пакетными соглашениями фракция получила один председательский пост — в Комитете по законодательству. 9 февраля по представлению фракции избран председатель Комитета Павел Крашенинников. 11 февраля выдвинутая фракцией кандидатура Немцова на пост заместителя Председателя Думы была провалена, но 16 февраля Немцов избран вице-спикером.
В 2000 году фракция поддержала законопроект о введении с 1 января 2001 года вместо прогрессивной плоской шкалы подоходного налога.
10 марта 2000 против поправки о согласовании с органами власти субъектов Федерации назначения районных и городских прокуроров проголосовали 14 депутатов фракции. 31 марта 2000 за заявление «Об экономических санкциях в отношении Республики Ирак» проголосовали 4 депутата: Ковалёв, Лекарева, Мяки и Рыбаков.
7 апреля 2000 за закон об отмене и приостановлении ряда социальных льгот проголосовали 25 депутатов; не голосовали 7 — Баржанова, Крашенинников, Лекарева, Надеждин, Похмелкин, Хакамада и Шиманов. 12 апреля 2000 за тот же закон голосовали 20 депутатов (позже в заявлении в секретариат Лекарева попросила засчитать её голос «против»); воздержался один Похмелкин; не голосовали 11 (включая Гайдара, Головлёва, Ковалёва, Крашенинникова, Немцова, Рыбакова, Хакамаду и Юшенкова).
21 апреля 2000 за Договор о всеобъемлющем запрещении ядерных испытаний проголосовал 31 депутат фракции; не голосовал 1 — Надеждин. Против законопроекта об ограничении оборота пневматического оружия 21 апреля 2000 проголосовали 2 депутата; не голосовали 30. За законопроект о расширении оборота охотничьего оружия проголосовали 28 депутатов; не голосовали 4.
17 мая 2000 за кандидатуру Михаила Касьянова на пост премьера проголосовали 27 депутатов; против только Ковалёв; не голосовали 4. За таблицу поправок к законопроекту «Об ограничении курения табака» проголосовал 1 депутат, против 4, не голосовали 27.
19 июля 2000 фракция не поддержала ратификацию Договора о дружбе, добрососедстве и сотрудничестве с КНДР. Все 8 голосов против ратификации принадлежали фракции СПС (включая Гайдара, Ковалёва и Похмелкина). За голосовал Шиманов, остальные не голосовали.
15 сентября 2000 года фракция СПС, совместно с фракциями Яблоко и ОВР выступила за создание комиссии по парламентскому расследованию катастрофы подводной лодки «Курск». Но для реализации этого предложения не хватило 100 голосов депутатов, хотя большинство их проголосовало в поддержку инициативы.
1 октября 2000 года фракцией был внесён в Госдуму законопроект об ограничении неприкосновенности депутатов Госдумы. Он не был поддержан другими депутатами.
Фракция поддержала законопроект о введении с 1 января 2001 года вместо прогрессивной плоской шкалы подоходного налога.
В апреле 2001 года в состав фракции СПС из фракции «Единство» перешли трое депутатов, входивших в общественное движение — «Поколение свободы» Владимир Семёнов и Владимир Коптев-Дворников, Александр Баранников. Еще один депутат, входивший в тоже движение — Игорь Динес, вышел из «Поколения свободы», оставшись в составе фракции «Единства». Пятый — Андрей Вульф, получил депутатский мандат по списку «Единства» на замену ушедшему на министерский пост Борису Грызлову. Он не успел формально войти в состав фракции «Единства» и сразу вошёл во фракцию СПС].
В июне 2001 года Елена Мизулина вступила в «Союз правых сил», выйдя из партии и фракции Яблока, в следующем созыве она будет утверждена представителем Государственной думы в Конституционном суде.
К середине 2002 году фракцию СПС покинули депутаты Виктор Похмелкин, Юлий Рыбаков, Сергей Юшенков и Владимир Головлёв, создавшие вместе с Борисом Березовским движение «Либеральная Россия».
В конце октября — начале ноября 2003 года лидеры СПС подвергли критике «силовое» крыло Кремля за разгром ЮКОСа и арест Михаила Ходорковского. Анатолий Чубайс осудил «ту часть Генпрокуратуры, которая дискредитирует российское государство». Борис Надеждин даже заявил что нужно «валить президента или валить из страны». Однако после требования Путина «прекратить истерику», руководство СПС (за исключением Немцова) воздерживалось от комментариев на тему ЮКОСа. Также Борис Немцов потребовал парламентского расследования событий «Норд-Оста», но эта инициатива не была поддержана другими фракциями. После этого, по инициативе Бориса Немцова была образована фракционная комиссия по расследованию обстоятельств террористической атаки «Норд-Оста», но она фактически осталась в статусе общественной. Эта комиссия пришла к выводу о неэффективности спасения заложников, но её выводы были проигнорированы официальными властями.
Фракция СПС голосовала за правительственные бюджеты в 2001, 2002 и 2003 годы (но 21 ноября 2003 большинство депутатов СПС проголосовали против бюджета 2004 года), отстаивала реформу энергетики «по Чубайсу», поддержала реформу Совета Федерации, выступала за сокращением срока службы в вооружённых силах до одного года и профессионализацию армии.
В Парламентской ассамблее Совета Европы — в году существования фракции присутствовали 2 представителя СПС (Ковалёв и Надеждин). Оба состояли в Группе либералов, демократов и реформаторов. При этом Надеждин разделял общую линию российской делегации по поводу приостановления членства России в ПАСЕ, а Ковалёв выступал за исключение России из Совета Европы за войну в Чечне.

## Выборы вГосдуму четвёртого созыва
Федеральный список возглавили Борис Немцов, Ирина Хакамада и Анатолий Чубайс. Партия не преодолела пятипроцентный барьер (3,97 %). По одномандатным округам прошли три кандидата (Павел Крашенинников, Арсен Фадзаев и Алексей Лихачёв), вошедшие в «Единую Россию». Избравшийся от «Партии возрождения России» Антон Баков вступил после парламентских выборов в «Союз правых сил», однако в 2005 также вошёл в состав «Единой России».
Владимир Кара-Мурза на выборах 7 декабря 2003 года — единый кандидат в депутаты Государственной думы от партий СПС и «Яблоко» в Чертановском избирательном округе № 204 Москвы. Согласно официальным результатам выборов Груздев (член партии власти) получил 149 069 голосов (53,78 %), Кара-Мурза — 23 800 голосов (8,59 %).

## Выборы вГосдуму пятого созыва
В преддверии выборов 2007 года руководство партии заявляло об усилившемся давлении со стороны властей. В ответ было принято решение участвовать в Марше несогласных. В тройку федерального списка партии на этот раз вошли Никита Белых, Борис Немцов и Мариэтта Чудакова. По мнению Белых, «первая тройка» СПС призвана символизировать три поколения российских либералов, что позволит привлечь голоса избирателей разных социальных слоёв и возрастов. В итоге партия набрала 0,96 % голосов.

## Деятели, входившие в состав фракции
- Баранников, Александр Евгеньевич
- Баржанова, Маргарита Валерьевна
- Бондарь, Вадим Николаевич
- Брусникин, Николай Юрьевич
- Воробьёв, Эдуард Аркадьевич
- Вульф, Андрей Юрьевич
- Гайдар, Егор Тимурович
- Генералов, Сергей Владимирович
- Глебова, Любовь Николаевна
- Головлёв, Владимир Иванович
- Кириенко, Сергей Владиленович
- Ковалёв, Сергей Адамович
- Коптев-Дворников, Владимир Евгеньевич
- Крашенинников, Павел Владимирович
- Курин, Юрий Геннадьевич
- Лекарева, Вера Александровна
- Лихачёв, Алексей Евгеньевич
- Мизулина, Елена Борисовна
- Минц, Борис Иосифович
- Мирзоев, Гасан Борисович
- Мяки, Артур Элденович
- Надеждин, Борис Борисович
- Наумов, Олег Георгиевич
- Немцов, Борис Ефимович
- Похмелкин, Виктор Валерьевич
- Ремчуков, Константин Вадимович
- Рыбаков, Юлий Андреевич
- Савельев, Дмитрий Владимирович
- Селиванов, Андрей Владимирович
- Семёнов, Владимир Олегович
- Титенко, Борис Михайлович
- Томчин, Григорий Алексеевич
- Федоткин, Иван Тимофеевич
- Фомин, Александр Анатольевич
- Хакамада, Ирина Муцуовна
- Шиманов, Александр Алексеевич
- Шубин, Александр Валентинович
- Южаков, Владимир Николаевич
- Юшенков, Сергей Николаевич
- Яркин, Лев Николаевич